# Alexander Girardi
Alexander Girardi (ejtsd: dʒiˈrardi) (Graz, 1850. december 5. – Bécs, 1918. április 20.) osztrák színész, tenorénekes, operettszereplő.

## Pályája
Grazban született, miután apja, az olasz lakatos Andrea Girardi Cortina d'Ampezzóból bevándorolt Ausztriába. Édesapja korai halála után mostohaapja keze alatt szerzett lakatos szakmai gyakorlatot, akinek akarata ellenére eljárt a Die Tonhalle amatőr színházba, ahol színészi tehetségét felfedezték. Ez vezetett ahhoz, hogy el tudott helyezkedni a bécsi Strampfer Színházban.
1874-től 22 évig a Theater an der Wienben szerepelt. Az 1896/97-es évadban a Carltheaterben, majd két évig a Bécsi Népszínházban lépett fel. Vendégszerepelt más jelentős bécsi színházakban és Németországban is (Berlin, Hamburg, Drezda).

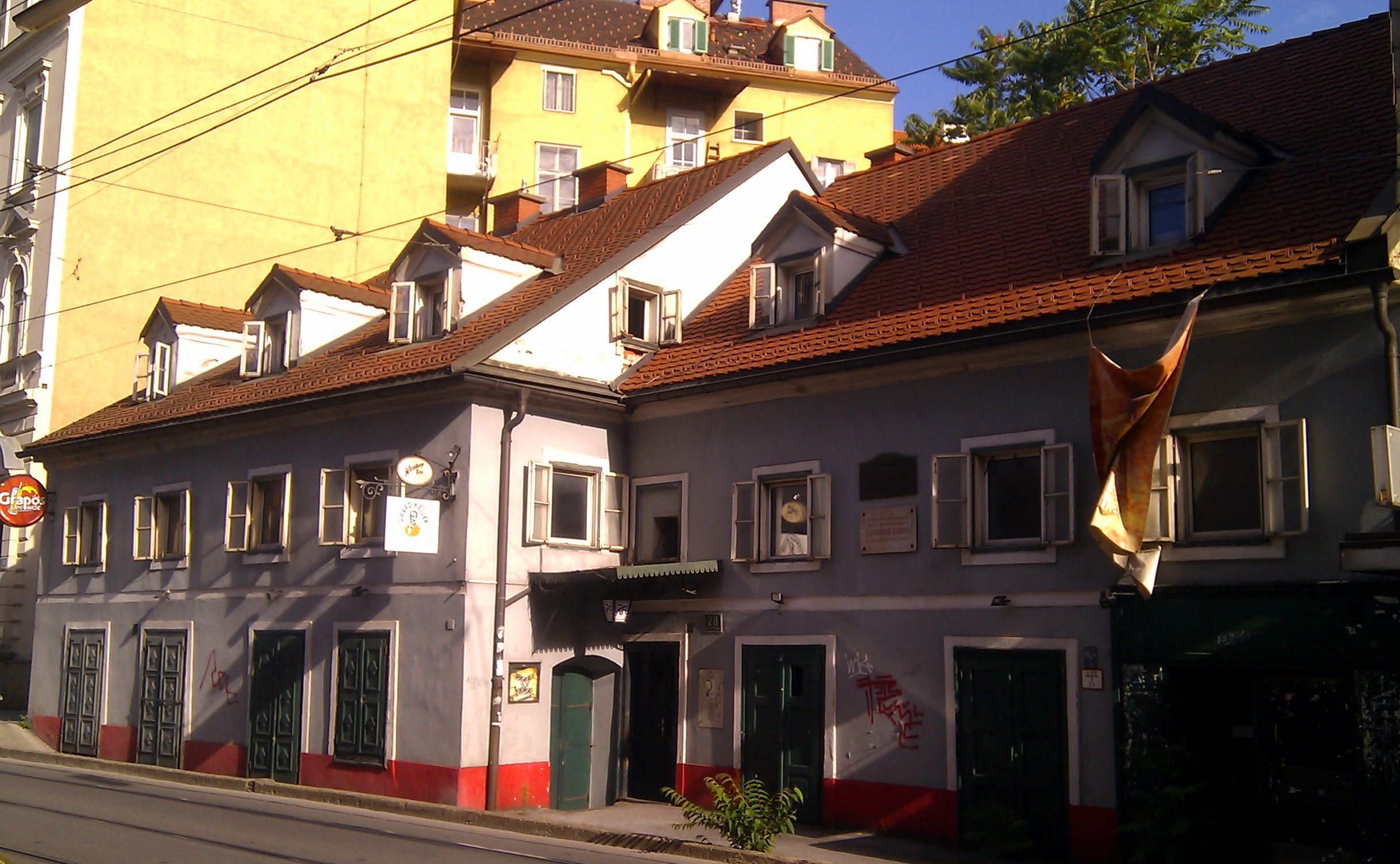
Girardi szülőháza

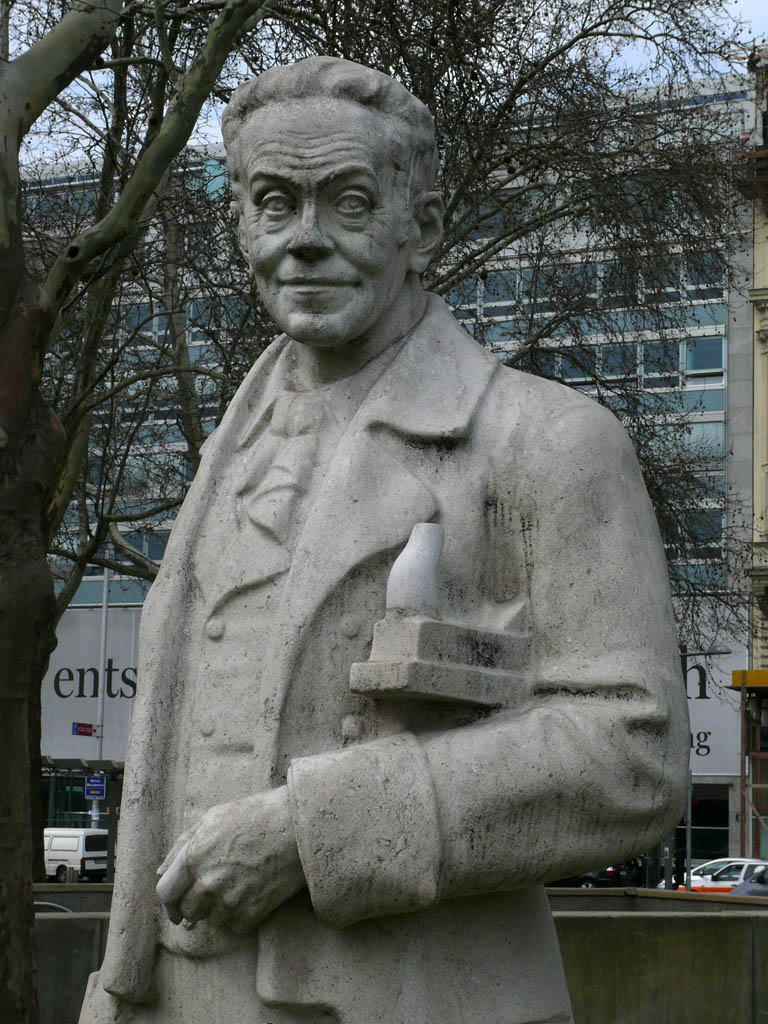
Girardi-emlékmű a bécsi Karlsplatzon; Valentin szerepében Ferdinand Raimund Der Verschwender című darabjából

Egyik legismertebb szerepe a Valentin volt Ferdinand Raimund: Der Verschwender című darabjában, amelyben a Hobellied volt a leghíresebb dala, Conradin Kreutzer zenéjével.
Az első világháború elején Girardi visszavonult a színpadról, és visszatért Grazba. Két hónappal halála előtt a bécsi Burgtheaterben Fortunatus Wurzelt játszotta Raimund: Der Bauer als Millionär című darabjában.
Girardi boldogtalan házasságban élt Helene Odilonnal, akinek számos összeköttetése volt. Az asszony elérte, hogy Girardit elmegyógyintézetbe zárják Julius Wagner-Jauregg szakvéleménye alapján, aki még csak nem is látta Girardit. Ennélfogva 1896-ban elváltak. Katharina Schratt színésznő azonban meggyőzte Ferenc József császárt, hogy Girardit kiengedjék a tébolydából.
Alexander Girardi 67 éves korában, 1918. április 20-án, Bécsben hunyt el, s a Zentralfriedhof 33E-9-16 sírjában nyugszik.

## Értékelése

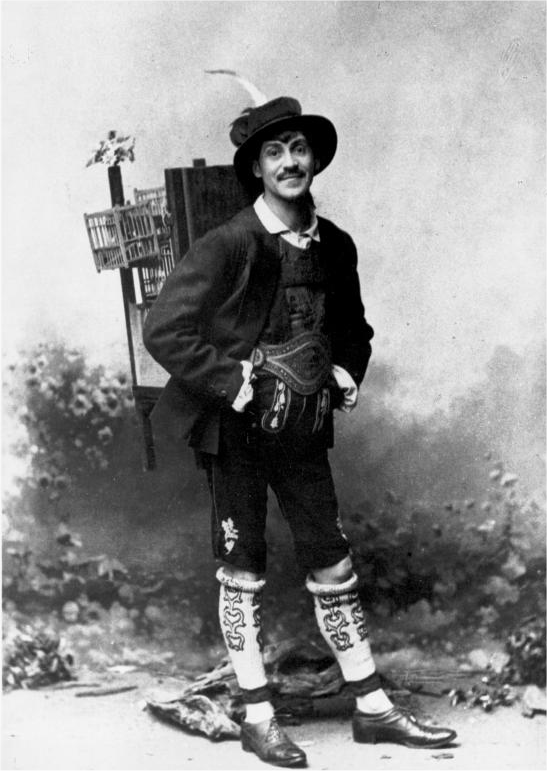
Ádámként Carl Zeller Der Vogelhändlerében

Girardi főként komikus színpadi szerepekben aratott sikert. Rendszeresen föllépett Ferdinand Raimund és Johann Nestroy darabjaiban, jelentősen hozzájárulva a népszerű bécsi operett aranykorához. Híres szerepei: a Blasoni ifj. Johann Strauss: Cagliostro in Wien (1875), az Andredl Carl Millöcker: Das verwunschene Schloss (1878), a Jan Janicki Millöcker: Der Bettelstudent (1882), a Benozzo Millöcker: Gasparone (1884), a Zsupán Kálmán Strauss: A cigánybáró (1885), az Adam Carl Zeller: Der Vogelhändler (1891), Eysler címszerepe Edmund: Bruder Straubinger (1903), a Rácz Pali Kálmán Imre: Der Zigeunerprimas (1912) című darabjában.

## Emlékezete

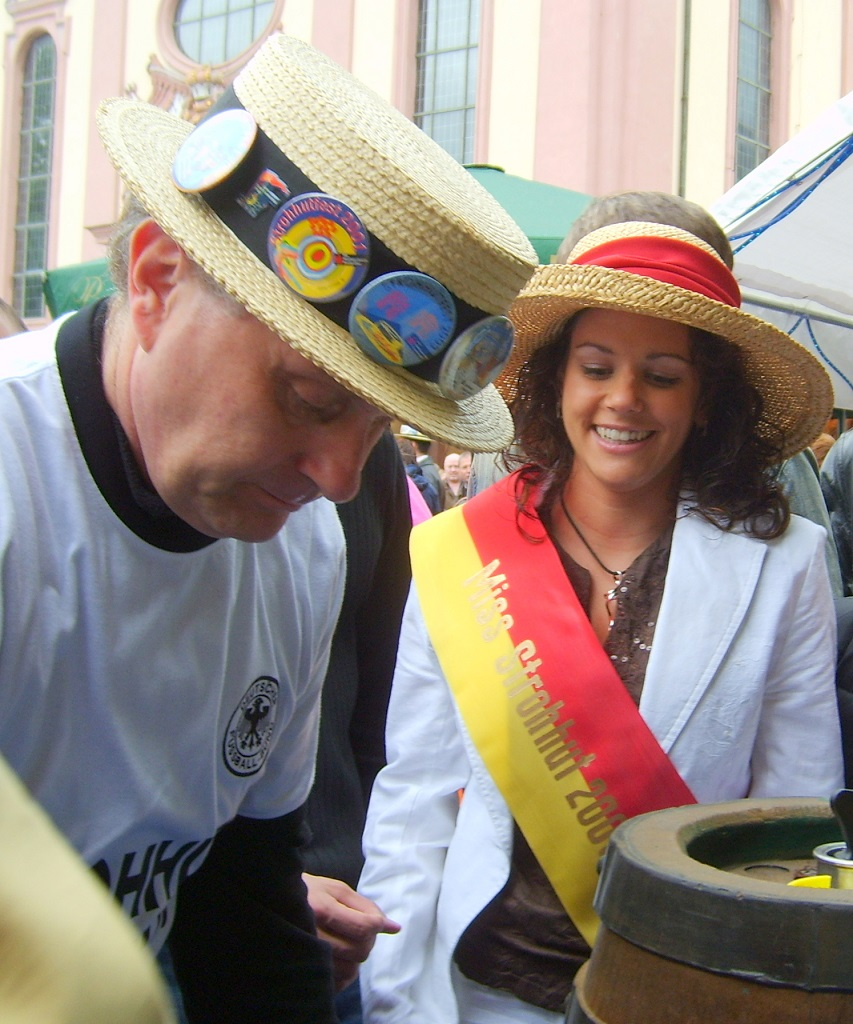
Girardi-kalap (balról)

- Giradi élete a témája a Der Komödiant von Wien című, 1954-es filmnek.[1]
- A Girardirostbratent (Girardi sült marhahús) róla nevezték el, amely egy marhahúsétel, erősen borítva szalonnával és gombával.
- Kedvenc kalapja, a lapos koronájú, keskeny karimás (hajós) szalmakalap, a népszerű Giradi-kalap ezen a néven ismert ma is.
- Graz városa és Bécs Mariahilf kerülete utcát (Giradigasse, Girardi Lane) nevezett el róla, valamint a Girardiparkot az Innere Stadtban.
- Az Alexander Girardi Nemzetközi énekversenyt Coburgban róla nevezték el.[2]

## Külső hivatkozások
- Alexander Girardi az Österreichisches Biographisches Lexikonban 1815–1950, vol. 1. oldal  446 (németül)
- Alexander Girardi a Aeiou Enciklopédia (németül)

## Külső linkek
- Fiakerlied. YouTube, énekli Alexander Girardi
- Alexander Girardi (Wikipedia személykeresés) (németül)
- findagrave.com
- A Wikimédia Commons tartalmaz Alexander Girardi témájú kategóriát.

## Fordítás
Ez a szócikk részben vagy egészben  az   Alexander Girardi című angol Wikipédia-szócikk ezen változatának fordításán alapul.  Az eredeti cikk szerkesztőit annak laptörténete sorolja fel. Ez a jelzés csupán a megfogalmazás eredetét és a szerzői jogokat jelzi, nem szolgál a cikkben szereplő információk forrásmegjelöléseként.